# Régiment de Perche (1775)
Pour les articles homonymes, voir Régiment de Perche (homonymie).
Le régiment de Perche est un régiment d’infanterie du royaume de France créé en 1775.

## Création et différentes dénominations
- 26 avril 1775 : formation du régiment de Perche à partir des 2e et 4e bataillons du régiment du Dauphin
- 1er janvier 1791 : renommé 30e régiment d’infanterie de ligne
- 17 mai 1794 : le 1er bataillon est amalgamé dans la 59e demi-brigade de première formation
- 29 juin 1795 : le 2e bataillon est amalgamé dans la 60e demi-brigade de première formation

## Équipement

### Drapeaux

Drapeaux colonel et d’ordonnance
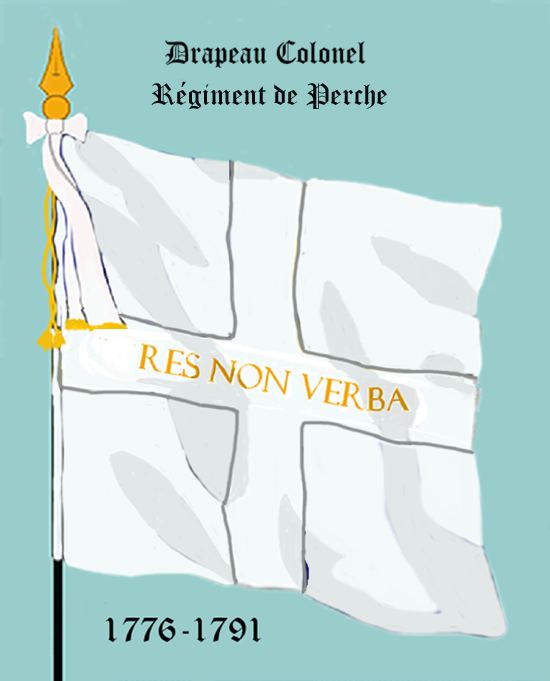
drapeau colonel
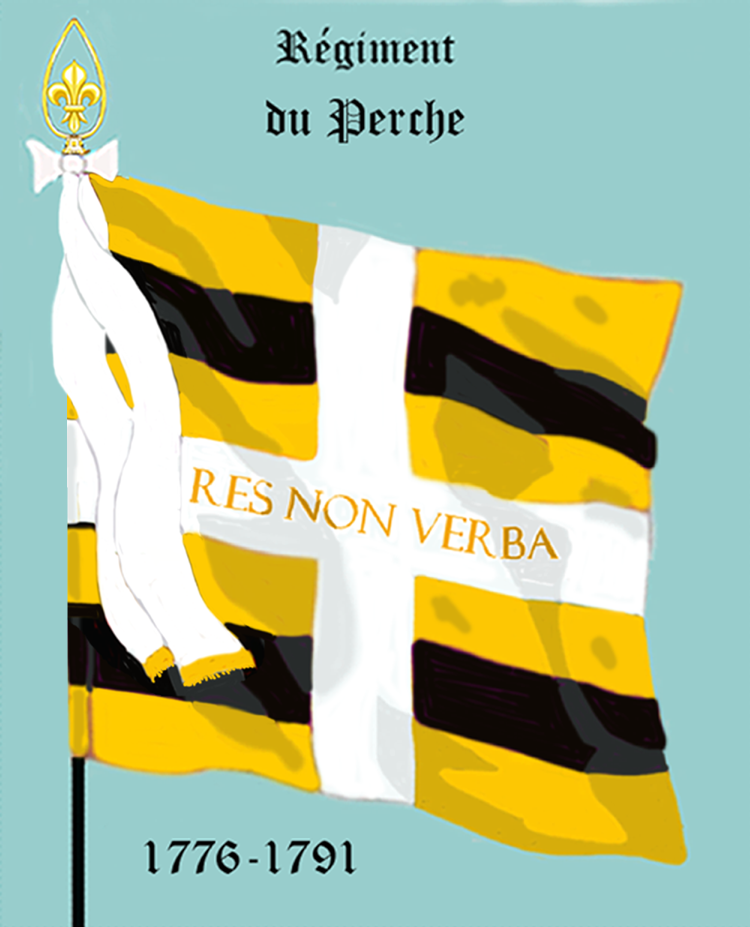
régiment de Perche de 1776 à 1791

### Habillement

Uniformes
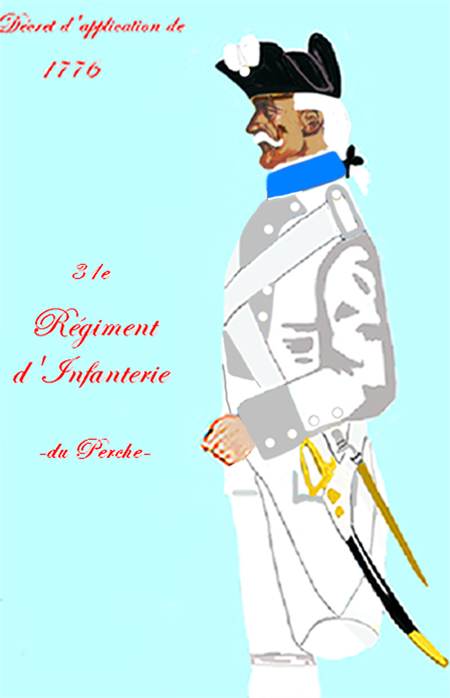
régiment de Perche de 1775 à 1779
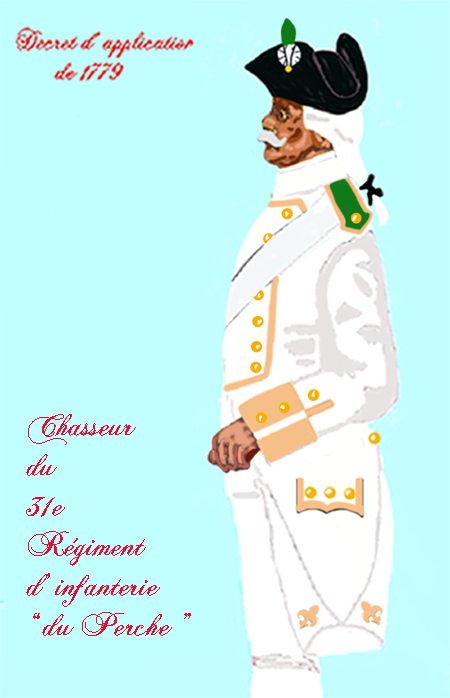
régiment de Perche de 1779 à 1791
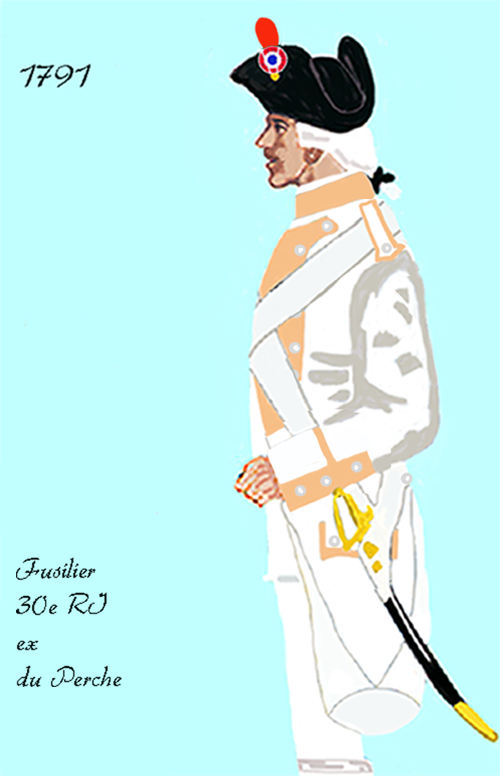
30e régiment d’infanterie de ligne de 1791 à 1795

## Historique

### Colonels et mestres de camp
- 26 avril 1775 : Félix Saint-Cyr, marquis de Gontaut-Saint-Geniez
- 13 avril 1780 : Adrien-Joseph, marquis d’Épinay-Saint-Luc
- 10 mars 1788 : Henri-François-Thibaut de La Carte, comte de La Ferté-Sennectère
- 21 octobre 1791 : Olivier-Victor de Beaudré
- 26 octobre 1792 : Germain-Félix Tennet de Laubadère
- 8 mars 1793 : Alexandre-Alexis Dumas

### Campagnes et batailles
Ler 1er bataillon du 30e régiment d’infanterie de ligne a fait les campagnes de 1792 à 1794 à l’armée de la Moselle ; le 2e celles de 1792 et 1793 à l’armée du Rhin ; 1794 à l’armée de la Moselle.